# Ornithopus compressus

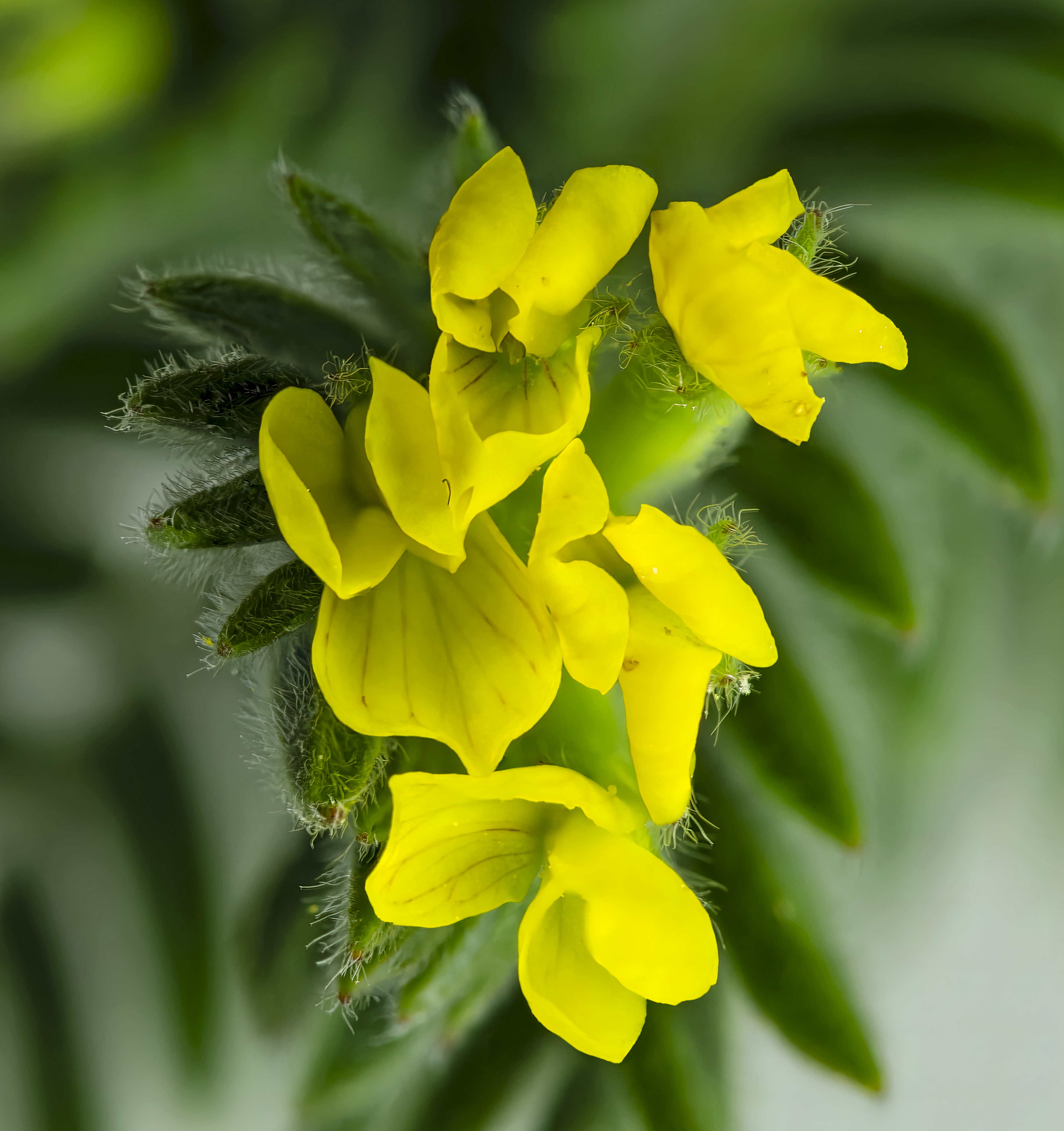

El pie de pájaro (Ornithopus compressus) es una planta herbácea de la familia de las fabáceas.

## Descripción
Hierba suave al tacto por su vello, endeble, pequeña. Flores pequeñísimas de 6 mm, incluido el cáliz, amarillas, 4-5 en una umbela con pedúnculo largo, velloso y con una hoja o bráctea en la base de la inflorescencia. El estandarte más grande con un rebaje y una puntita en el centro. El cáliz con 5 dientes soldados, de color amarillo verdoso y con pelillos.
Los frutos curvados, aplanados y con estrías, se notan algo las semillas, termina en un largo pico aún más recurvado, colocados en forma de los dedos de un pájaro. En la misma planta hay flores y frutos durante mucho tiempo. Hojas pinnadas, con varios foliolos elípticos, apuntados y vellosos. Una hoja para cada pedúnculo floral y una bráctea como una hoja, para cada inflorescencia, hasta la misma base de los tallos. Tallos redondos, endebles y con pelos, de color verde claro, varios tallos desde una misma raíz
.

## Distribución y hábitat
En Bélgica, Gran Bretaña, Dinamarca, Francia, Alemania, Irlanda, Holanda, Suecia, Suiza, España, Italia, Portugal, Polonia y Rumanía. Crece en lugares areniscosos y arenosos, en parcelas abandonadas, viñas y pastos no excesivamente húmedos. Florece de primavera hasta el otoño.

## Taxonomía
Ornithopus compressus fue descrita por Linneo y publicado en Species Plantarum 2: 744, en el año 1753. (1 de mayo de 1753)
Citología
Números cromosomáticos de Ornithopus compressus  (Fam. Leguminosae) y táxones infraespecificos: 2n=14.
Sinonimia
- Ornithopus scorpioides M.Bieb.[5]

## Nombre común
- Castellano: pie de pájaro, uña de gavilán, uña de halcón, uña de milano.[6]